# Donald a sa crise
Pour plus de détails, voir Fiche technique et Distribution.
Donald a sa crise ou Le canard guéri au Québec (Cured Duck) est un court métrage d'animation de la série des Donald Duck produit par Walt Disney Productions pour RKO Radio Pictures et sorti le 26 octobre 1945.

## Synopsis
Donald rend visite à Daisy Duck ; seulement, lorsqu'il échoue à ouvrir une fenêtre, il entre dans une colère noire, met pratiquement à sac la maison de cette dernière, qui refuse ensuite de le revoir tant qu'il n'aura pas réussi à maîtriser son tempérament...

## Fiche technique
- Titre original : Cured Duck
- Titre français : Donald a sa crise[1]
- Série : Donald Duck
- Réalisateur : Jack King
- Scénaristes : Roy Williams
- Animateurs : Bill Justice, Fred Kopietz, Sandy Strother et Don Towsley
- Layout : Ernie Nordli
- Background : Merle Cox
- Musique: Oliver Wallace
- Voix : Clarence Nash (Donald), Gloria Blondell (Daisy), Frank Graham (la voix de la radio)
- Producteur : Walt Disney
- Société de production : Walt Disney Productions
- Distributeur : RKO Radio Pictures
- Date de sortie : 26 octobre 1945[2]
- Format d'image : couleur (Technicolor)
- Son : Mono (RCA Photophone)
- Durée : 8 min
- Langue : (en)
- Pays :  États-Unis

## Voix française

### Premier doublage (1985)
- Michel Elias : Donald Duck

### Deuxième doublage (1995)
- Sylvain Caruso : Donald Duck
- Séverine Morisot : Daisy Duck
- Philippe Dumat : la voix de la radio

## Titre en différentes langues
D'après IMDb :
- Suède : Kalle Anka behärskar sig